# Tabiri
Tabiri ókori egyiptomi és núbiai királyné volt, Alara núbiai király lánya, a XXV. dinasztiához tartozó Piye fáraó felesége.
Alara núbiai király és Kaszaka királyné lánya volt. Az Alarát követő Kasta király utódjához, Piye núbiai királyhoz ment feleségül, aki – kihasználva, hogy Egyiptom uralkodói egymással viszálykodnak – egyre jobban kiterjesztette uralmát Egyiptomra is. Tabiri a hercegnők és királynék megszokott címei – ḥm.t-nỉswt („a király felesége”), z3.t-nỉswt („a király lánya”), sn.t-nỉswt („a király nővére”) – mellett jó pár különleges címet viselt: ḥm.t-nỉswt ˁ3.t tpỉ.t n ḥm=f („a király nagy felesége, őfelségénél az első” – ezt a címet rajta kívül csak Nofertiti viselte), valamint t3 ˁ3.t ḫ3swt („az idegen ország nagyja”).
Tabiri sírja az el-Kurru-i királyi temetőben található Ku.53 piramis. A sírjában talált faragott gránit sztélén említik, hogy Alara lánya és Piye felesége. A sztélé ma Kartúmban található. A sztélén további címei is szerepelnek; Reisner az egyiket eredetileg Temehu nagy főnöknőjeként fordította (Temehu Dél-Líbiát jelenti), és arra a következtetésre jutott, hogy a Kusita Királyság uralkodócsaládja valamiképpen kapcsolatban állt a líbiaiakkal. Azóta bebizonyosodott, hogy a cím helyes fordítása „a sivataglakók főnöknője/nagy hölgye”, vagyis a cím Núbiával áll kapcsolatban. Tabiri egy kék fajansz usébtije ma a londoni Petrie Múzeum gyűjteményében található (UC13220).

## Fordítás
- Ez a szócikk részben vagy egészben  a   Tabiry című angol Wikipédia-szócikk ezen változatának fordításán alapul.  Az eredeti cikk szerkesztőit annak laptörténete sorolja fel. Ez a jelzés csupán a megfogalmazás eredetét és a szerzői jogokat jelzi, nem szolgál a cikkben szereplő információk forrásmegjelöléseként.